# Abd al-Malik al-Muzaffar
Abd al-Malik ibn Abi Amir al-Muzaffar (Cordova, 973 circa – Cordova, 20 ottobre 1008) fu un responsabile militare e politico del Califfato di Cordova dal 1002 fino alla sua morte.

## Origine
Come riporta Abd el-Wahid Merrakechi, Abd al-Malik al-Muzaffar era figlio di Almanzor e, secondo Foundation for Medieval Genealogy di Asmaa Ebnat Ghalib, figlia del generale Ghālib, come conferma La web de las biografias.

Almanzor era figlio di al-Walid bin Yezid, discendente dalla famiglia dei Banū Abī ‘Āmir, che aveva ricevuto dei territori, conosciuti come «Turrush», nella zona di Algeciras da Ṭāriq ibn Ziyād, dopo la conquista degli anni 711 e 712, come riporta Abd el-Wahid Merrakechi, mentre la madre era Boreyha, figlia di Yayha bin Zakaria Temimi, come riporta Abd el-Wahid Merrakechi.

## Biografia
Secondo il Diccionario biográfico español, Real Academia de la Historia al-Muzaffar era nato a Cordova, nel 973 circa, come conferma La web de las biografias.
Secondo la Histoire de l'Afrique et de l'Espagne, Intitulée Al-Bayano'l-Mogrib (Volume 2) il 20 marzo 991, suo padre lo associò al governo del califfato, assegnandogli il titolo di Hajib, mentre al fratello, Abd al-Rahman Sanchuelo, veniva attribuito il titolo di Visir.
Suo padre, Almanzor morì in seguito dell'aggravarsi di una malattia che l'aveva colpito, secondo la Historia Compostelana a Medinaceli, secondo il Chronicon Burgense) nel 1002, secondo la Histoire des Almohades / d'Abd el- Wâh'id Merrâkechi, a Medinaceli, dopo una battaglia e The History Of The Mohammedan Dynasties In Spain Vol II nell'agosto del 1002.
Alla morte del padre, al-Muzaffar gli succedette sia come hajib (ciambellano) o primo ministro, sia come comandante dell'esercito, in rappresentanza del califfo Hishām II ibn al-Ḥakam, che, in pratica, non aveva alcun potere.
al-Muzaffar continuò la politica paterna, riportando numerose vittorie sui reami cristiani e mantenne su di essi l'egemonia, obbligando i loro sovrani a rispettare le tregue e ad accettarlo come arbitro nelle loro dispute, mentre, in politica interna, dovette affrontare alcune rivolte che represse rapidamente, con energia, come riporta lo storico Rafael Altamira.

Negli anni del suo governo il popolo, attaccato al califfato ommayyade, iniziò a desiderare la caduta degli Amiridi.
Nel corso del 1008, il suo esercito fu sconfitto dal conte indipendente di Castiglia, Sancho Garcés, mentre al-Muzaffar, colpito da una grave malattia rientrava a Cordova.

Morì nei pressi di Cordova, il 20 ottobre del 1008 e corse voce (non provata) che fosse stato avvelenato dal proprio fratellastro, Abd al-Rahman Sanchuelo; il Diccionario biográfico español, Real Academia de la Historia riporta che il fratello divise una mela in due parti, ne mangiò mezza, dando l'altra metà al fratello, che mangiò e morì.
Gli succedette il fratello Abd al-Rahman Sanchuelo,come riportaThe History Of The Mohammedan Dynasties In Spain Vol II.
La sua morte portò alla caduta della dinastia degli Amiridi ed innescò la guerra civile in al-Andalus, che in due decenni portò alla caduta del califfato ed allo smembramento dello stato.

### Fonti primarie
- (LA)  España sagrada. Tomo XX. Historia compostelana
- (LA)  España sagrada, tomo XXIII
- (FR)  Histoire des Almohades / d'Abd el- Wâh'id Merrâkechi
- (FR)  #ES Histoire de l'Afrique et de l'Espagne, Volume 2
- (EN)  The History Of The Mohammedan Dynasties In Spain Vol II

### Letteratura storiografica
- Rafael Altamira, "Il califfato occidentale", in «Storia del mondo medievale» (trad. ital. della Cambridge Medieval History, Firenze, Garzanti), vol. II, 1999, pp. 477–515.